# Smart Collaboration
Smart Collaboration umfasst personelle, organisatorische Maßnahmen, Methoden und Verfahren aus den Bereichen Projekt- und Wissensmanagement sowie hard- und software technische Lösungen. Diese dienen der zeit- und ortsunabhängigen sowie ressourceneffizienten Zusammenarbeit in flachen, vernetzten Strukturen.

## Begriffsbestimmungen

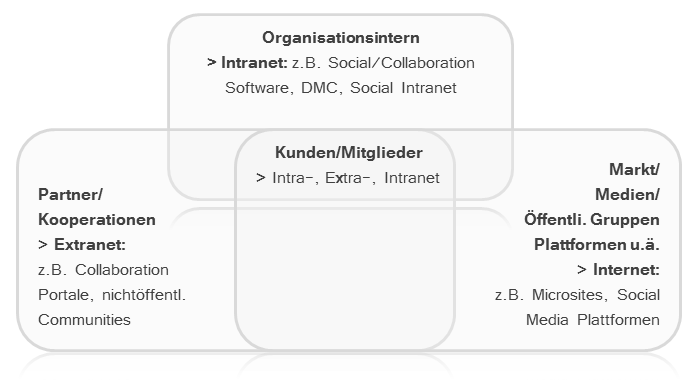
Web-Technologien (Kategorien) und Anwendungsbereiche aus Unternehmens- / Organisationssicht

Bei Smart Collaboration spielen häufig Technologien aus den Bereichen Collaboration Software, Social Software eine wichtige Rolle, häufig auch als mobile Anwendungen wie Smartphone-Apps.
Deshalb wird der Begriff oft als Synonym zu  „Social Collaboration“ und bei organisationsinterner Zusammenarbeit auch zu „Social Intranet“ verwendet.
Diese beiden Begriffe greifen jedoch meist zu kurz, wenn es um die Berücksichtigung der organisatorischen, kulturellen und Managementaspekte geht. Hier ist die Nähe zum Begriff „Enterprise 2.0“ größer, wenn man eine ganzheitlichere Sichtweise wie die von Davenport übernimmt. Nach ihm versteht man unter Enterprise 2.0, das aus der betrieblichen Nutzung von Web 2.0 Technologien entstanden ist, heute Sozio-Technische Systeme, mit welchen die vernetzte Zusammenarbeit von Individuen, Gruppen gefördert wird. Er sieht eine Fundierung eher im Wissensmanagement als in der Technologie, wo zur Beschreibung soziotechnischer Systeme das einfache MTO-Modell (Mensch-Technik-Organisation) entwickelt wurde.
Auch ist der Einsatz von Social oder Collaboration Software nicht konstitutiv für Smart Collaboration. D.h., je nach Aufgabe, Beteiligten, Organisation und Unternehmenskultur kommen auch oder sogar ausschließlich nicht-IT-gestützte Werkzeuge und Methoden zum Tragen.
Smart Collaboration kann sich innerhalb eines Unternehmens, einer Non-Profit-Organisation, einer Institution abspielen, – oder auch organisationsübergreifend mit Geschäfts-, Kooperationspartnern, Mitgliedern (bei Mitgliedsorganisationen wie z. B. Verbänden, Vereinen), Kunden oder im öffentlichen Raum mit Personen oder Gruppen.
Die dezentrale Zusammenarbeit geht wegen der größeren Effizienz und Flexibilität zunehmend in einem erheblichen Maße selbstorganisiert online im Inter-, Extra- oder Intranet vonstatten.